# Unión Socialista Popular
La Unión Socialista Popular (USOPO) fue un partido político chileno de izquierda fundado a partir de un grupo de disidentes expulsados del Partido Socialista (PS) en 1967, existente hasta 1990.

## Historia
Fundado el 12 de octubre de 1967 mediante un Congreso Constituyente realizado en el palacio del Congreso Nacional en Santiago, producto de un grupo de disidentes que abandonaron o fueron expulsados del Partido Socialista de Chile (PS) en julio de 1967 o como resultado del Pleno Nacional del XXI Congreso de dicho partido. Sus integrantes fueron los senadores Raúl Ampuero y Tomás Chadwick Valdés junto con los diputados Ramón Augusto Silva Ulloa, Eduardo Osorio Pardo, Óscar Naranjo Arias, Andrés Aravena y Ernesto Guajardo.
Constituido originalmente como Partido Socialista Popular (PSP), dicha inscripción fue impugnada ante la Dirección del Registro Electoral por el Partido Socialista de Chile, alegando que dicho nombre podía incurrir a error o confusión por la similitud en ambas denominaciones. El reclamo fue acogido el 28 de marzo de 1968 por el director del Registro Electoral, Andrés Rillón, siendo confirmado por el Tribunal Calificador de Elecciones el 10 de abril, por lo que fue legalizado por la Dirección del Registro Electoral bajo la denominación de Unión Socialista Popular el 15 de abril de 1968. Su primer secretario general fue Óscar Núñez Bravo, expresidente de la Central Única de Trabajadores (CUT).[cita requerida]
En las elecciones parlamentarias de 1969 solo logró elegir a Silva Ulloa como senador por Tarapacá y Antofagasta. Apoyó la candidatura del socialista Salvador Allende para la elección presidencial de 1970, pero no integró la Unidad Popular, aunque apoyó al gobierno de forma crítica. Al producirse el golpe militar del 11 de septiembre de 1973 decidió disolverse. En el exilio muchos de sus antiguos militantes trabajaron por la unidad del PS.
Se reconstituyó a finales de los años setenta a raíz de las diversas disputas políticas-ideológicas y orgánicas que afectaban al partido, realizando actividad fraccional junto a sectores denominados como socialistas del tronco histórico (MAS, Humanistas, Recuperacionistas o Consenso) y que en definitiva se oponían a las facciones socialistas más radicalizados (CNR, PS-Almeyda o La Chispa) o que se acercaban a la renovación sin apelar al acervo histórico del partido. Silva Ulloa se erigió como principal líder y participaron en la Alianza Democrática. 
El 8 de septiembre de 1986 el partido fue uno de los firmantes del documento Bases de Sustentación del Régimen Democrático, que consistía en una ampliación y profundización del Acuerdo Nacional para la Transición a la Plena Democracia de 1985, y que daría origen en noviembre de 1986 al Acuerdo Nacional Democrático, coalición política de corta duración.
En febrero de 1988 la USOPO fue uno de los fundadores de la Concertación de Partidos por la Democracia. El 3 de agosto de 1988 formó junto con los partidos Liberal, Democrático Nacional y Socialdemocracia la coalición Unión de Centro Democrático, la cual tuvo poca trascendencia política. Entre el 22 y el 25 de noviembre de 1990 participa en el Congreso de Unidad Salvador Allende, reintegrándose al PS.

## Resultados electorales

### Elecciones parlamentarias
|  | 2,25 % |

|  | 2,43 % |

|  | 0,28 % |

### Elecciones municipales
| Elección | Votos  | % de votos      | Regidores |
| -------- | ------ | --------------- | --------- |
| 1971     | 29 527 | \| \| 1,06 % \| | 5/1653    |
|          | 1,06 % |                 |           |